# Tanjung Dolok
Tanjung Dolok is een bestuurslaag in het regentschap Tapanuli Selatan van de provincie Noord-Sumatra, Indonesië. Tanjung Dolok telt 435 inwoners (volkstelling 2010).